# Carl Emil Schnée
Carl Emil Schnée (2. února, 22. února nebo 5. května 1836, Pope, Lotyšsko – 26. ledna 1906, Frankfurt nad Mohanem) byl lázeňský lékař německého původu působící od roku 1864 v Karlových Varech. Ve světě se proslavil svým vynálezem čtyřkomorové lázně, v Karlových Varech je však jen malé povědomí o jeho existenci. O připomenutí této osoby se postarala trojice badatelů – Karlovaráci Ladislav Helsner a Jindřich Nový, společně s Claudiem Schném z Frankfurtu, pravnukem doktora Schnée. Příběh Carla Emila Schnée byl prezentován v Karlových Varech na XXX. historickém semináři Karla Nejdla v listopadu 2021.

## Osobní život, studium
Carl Emil Schnée se narodil v roce 1836 do německé rodiny v malé vesnici Pope nedaleko přístavního města Ventpils v tehdejším, z části německy osídleném Pobaltí, zvaném též Kurland, v Lotyšsku. Otec Gottlieb August Schnée, statkář, zemřel, když bylo Carlu Emilovi 16 let, a matka Wilhelmina Carolina Rosalia Bressler zůstala sama s osmi dětmi. Mladý Carl Emil byl poslán k příbuzným do Berlína. Tam složil maturitu a gymnaziální vzdělání si rozšířil o tzv. Studium generale na tehdejší Královské univerzitě Friedricha Wilhelma. V letech 1855–1860 vystudoval medicínu na univerzitě v Curychu, kde byl 9. května 1860 jmenován doktorem medicíny, chirurgie a porodnictví.
Karlovy Vary navštívil mladý doktor Schnée poprvé v červnu 1861 a přijel i v září následujícího roku, aby se zúčastnil 37. kongresu přírodovědců a lékařů, který se roku 1862 konal právě v tomto městě. Byl ubytován v domě U Dvou princů na Kostelním náměstí (tehdy Kirchenplatz) u kostela Máří Magdaleny.
Dva roky poté, dne 30. června 1863, se v Karlových Varech oženil s karlovarskou rodačkou Emmou Emilií Pfeiffer. Pocházela ze zámožné rodiny sklářského mistra a významného rytce skla Antona Heinricha Pfeiffera. Do manželství přinesla dobré věno, vlastnila též podíly na různých nemovitostech v Karlových Varech. Na svatbu přijel z Petrohradu i vlivný bratranec doktora Schnée, též lékař, Hermann Heinrich Schnee, který v letech 1859–1861 působil jako předseda Spolku petrohradských lékařů.
V rodinném životě utrpěli manželé Schnée hned zpočátku mnohé tragické rány. V průběhu prvních společných let zemřely z jejich pěti dětí tři hned jako novorozenci. O to smutnější to pro doktora Schnée bylo, že jako promovaný lékař též z porodnictví nedokázal úmrtím zabránit. V roce 1866 se narodil Otto Johann Emil, první potomek, který zůstal naživu. V roce 1874 se v Drážďanech narodil druhý syn, pozdější lékař, Adolf Arthur Eugen Schnée.

## Profesní kariéra
O pozici lázeňského lékaře v Karlových Varech měl doktor Schnée velký zájem. Otevření lékařské praxe zde předcházely dva procesy – získání rakouského občanství a nezbytná nostrifikace švýcarského doktorátu v Rakouském císařství, neboť bez tohoto uznání by karlovarský magistrát byl nevydal licenci lázeňského lékaře. Po poradě s vlivným petrohradským bratrancem, intervenci u zemské vlády v Praze a po složení druhé rigorózní zkoušky z medicíny mu bylo povoleno v Rakouském císařství lékařskou praxi vykonávat.

### V Karlových Varech
Zde si doktor Schnée otevřel svoji první ordinaci na jaře 1864. Byla hned za Vřídelní kolonádou v prvním patře domu Philadelphia. Po dvou letech se z této lokality musel odstěhovat, byl však již v lázeňském městě natolik zaveden, že mu radnice přidělila velký obecní byt v Lázeňské ulici 20 (tehdy Mühlbadgasse), který se uvolnil po zrušení úřadu civilního lázeňského inspektora. Roku 1872 se opět stěhoval, tentokrát do domu Apollo ve Vřídelní ulici (tehdy Kreutzgasse). Poslední a největší praxi pak realizoval ve své vile Schnée v Sadové ulici (tehdy Parkstrasse č. 832).

#### Ve vile Schnée

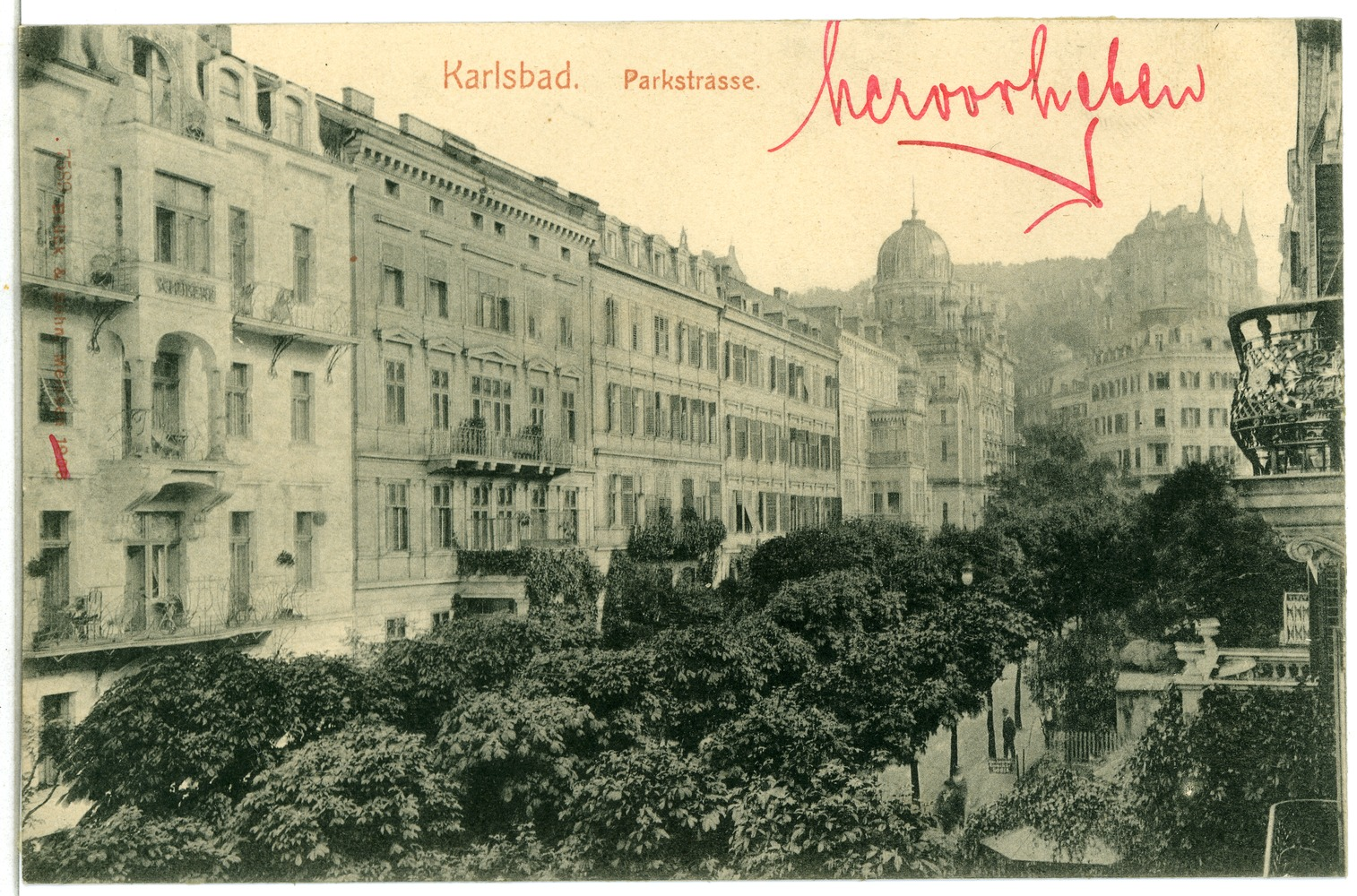
Na levé straně Parkstrasse před synagogou (téměř na konci obrázku) stojí vila Schnée, pohlednice z roku 1906

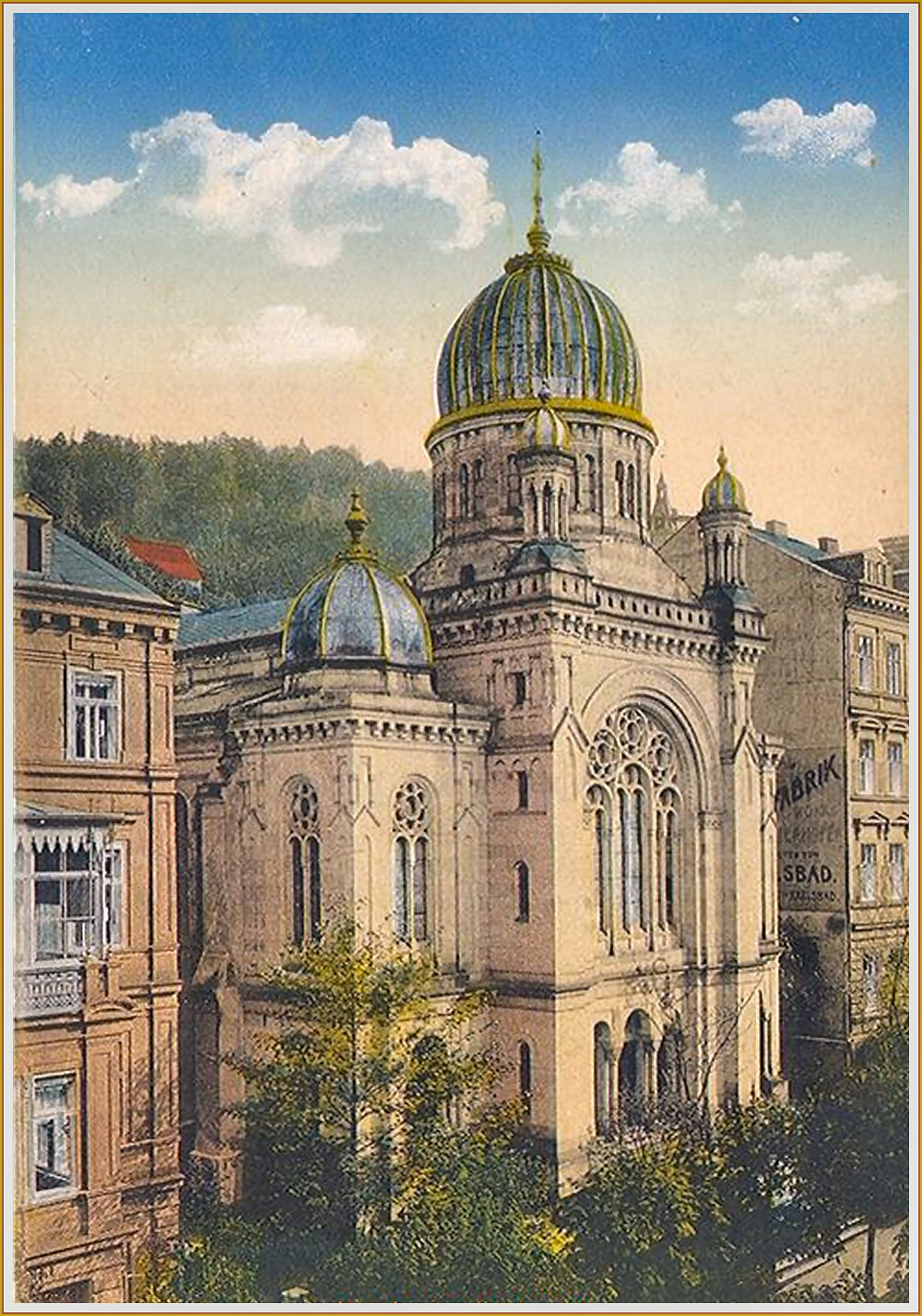
Malá část vily Schnée vlevo od synagogy, pohlednice z roku 1912

Již neexistující vila Schnée, která bývala zároveň lázeňským domem, stála v Sadové ulici (tehdy Parkstrasse) v prestižní lokalitě Westend hned vedle též již zaniklé synagogy. Manželé Schnée zakoupili v listopadu 1874 pozemek o rozloze 610 m². Stavbu navrhl i realizoval civilní architekt Josef Slowak. Ve dvoře za vilou stála hospodářská budova s 300 m² užitné plochy, vč. prádelny, kuchyně, obydlí pro služebnictvo a stáje pro dva koně. Náročnější hosté se nechávali vyzvednout či odvézt na nádraží a očekávali, že tak učiní sám jejich lékař. Doktor Schnée měl kromě služebnictva k dispozici také správce, který se též staral o náročné hosty. Manželé Schnée ovládali tzv. savoir vivre, o čemž vypovídala již samotná velikost vily a vybavení společenského a přijímacího salonu o rozloze 80 m². Nechyběl ani klavír pro pořádání pravidelných hudebních večerů.
O lázeňskou klientelu, které byla převážně ruská, neměl doktor Schnée nouzi. Žil v období zlatého věku Karlových Varů, kdy lázeňské město ve všech směrech vzkvétalo, a také uměl využít tehdejší nebývalé poptávky bohaté ruské klientely po lázeňských lékařích německého původu. Navíc pocházel z Lotyšska, které tehdy patřilo k Rusku, takže hovořil rusky a rozuměl ruské mentalitě. Jazykově byl nadaný, ovládal i němčinu, francouzštinu, angličtinu a latinu.

#### Vynález
Právě ve vile Schnée se v roce 1897 po dvaceti letech vývoje zrodil vynález – čtyřkomorová elektrická lázeň. Její princip spočíval v tom, že všechny čtyři končetiny klienta sedícího ve speciálním křesle jsou ponořeny do čtyř oddělených nádob, kterými prochází elektrický proud. Doktor Schnée definoval padesát možností přepínání toku proudu a nádoby plnil karlovarskou minerální vodou, aby alkalické látky pronikaly kůží do těla. Tento „projekt svého života“ si nechal patentovat 23. července 1897 pod č. 104273. Následovaly patenty v Rakousku-Uhersku, USA, Španělsku a dalších zemích. V roce 1900 předvedl vynález na Světové výstavě v Paříži. Tato elektrická lázeň se však prosadila až po smrti doktora Schnée. Původní verze byla uváděna jako Čtyřkomorové elektrická lázeň – Systém doktora Schnée. Výrobu zahájila firma Reiniger, Gebbert Schall v Erlangenu. V moderních verzích se vynález dosud používá v mnoha zemích.

#### Svobodný zednář
Emil Schnée vstoupil do bratrstva svobodných zednářů již v době svého pobytu ve Švýcarsku a v roce 1860 se stal členem ženevského zednářského bratrstva L'Union des Coeurs.
Počátky zednářského působení v Karlových Varech spadají do roku 1871. Dne 1. července přijel do lázní baron van Spengler z Nizozemí. Na jeho popud karlovarští občané – Carl Emil Schnée, Albin Bühr a Dominik Ringhart – založili dne 3. července 1871 dobročinný a podpůrný spolek nazvaný Munificentia. Ustavující schůze se konala v sále Kurhausu (Lázně III) za účasti třiceti osob, dle jiného zdroje bylo místo konání v Saském sále (stál v místech pozdějšího hotelu Pupp). Předsedou spolku se stal Emil Schnée. Byl jím zvolen i přesto, že měl v té době mezi zednářskými bratry jen status učně, což bylo možné z důvodu, že spolek Munificentia nebyl zednářskou lóží, ale pouze temporárním zednářským spolkem.
První humanitární akcí Munificentie byla sbírka peněz pro oběti katastrofálních záplav v oblasti Tachova a Plané, kde průtrž mračen dne 25. června 1871 způsobila nesmírné škody.
Funkci předsedy zastával doktor Schnée až do roku 1884. Spolek se scházel každý pátek v Kurhausu (Lázně III) v Hnědém salonu v prvním patře. Teprve v roce 1918 se tento spolek stal karlovarskou zednářskou lóží.

### Na Francouzské Riviéře
V prosinci 1877 po úmrtí německého lékaře, doktora Rehberga, přijal doktor Schnée nabídku převzít jeho lékařskou praxi v Nice na Francouzské Riviéře. Jednalo se o ruskou klientelu, více než sto rodin převážně šlechtického původu. Ordinace byla praktikována pouze v zimním období, tedy v době, kdy v Karlových Varech nebyla lázeňské sezóna. Od té doby léčil doktor Schnée šest zimních měsíců na Riviéře a šest letních pobýval v Karlových Varech. Toto rozšíření působnosti mu nejen přineslo v roce 1884 prestižní jmenování rakousko-uherským královským konzulárním lékařem pro oblast Přímořských Alp a Monaka, ale i další lázeňskou klientelu pro letní působení v Karlových Varech.

### V Americe
Doktor Schnée se od počátku své praxe v Karlových Varech zabýval léčbou a výzkumem vzniku cukrovky. V roce 1888 vydal ve Stuttgartu knihu Die Zuckerharnruhr, die Ursache und dauernde Heilung (Cukrovka, příčina a trvalá léčba) – kniha vyšla též v anglické a francouzské mutaci – v níž shrnul své po léta získávané poznatky. Jeho teze, že cukrovka vzniká na základě dědičné predispozice syfilidy, se v lékařských kruzích ukázala jako vědecky neudržitelná, přesto v témže roce v Santa Barbaře v Kalifornii s kolegou L. Holzem otevřeli lékařskou praxi s názvem Carlsbad in California pro léčbu diabetes mellitus. Při tehdejším rychlém růstu životní úrovně v Americe nebyla o pacienty s cukrovkou nouze.
Při zavádění této praxe vzbudil pozornost článek deníku Indianapolis Journal z 15. dubna 1891, který informoval o příjezdu doktora Schnée do New Yorku: „Dr. Emil Schnée, jehož vizitky jej popisují jako lékaře Jeho královské Výsosti ruského cara, byl v pondělí v New Yorku před policejním soudem obviněn z neoprávněného provozování lékařského umění ve Spojených státech, aniž by byl registrován u okresního amerického úřadu. Dr. Schnée je držitelem licencí univerzit v Berlíně, Curychu, Praze a Ženevě. Teprve po složení kauce ve výši 1 000 dolarů směl doktor Schnée opustit soudní síň.“
Schnée byl v této době v Americe též hlavní postavou reklamní kampaně na prodej Originální karlovarské minerální vody firmou Eisner, Mendelson & Comp. Chemické složení karlovarské termální vody bylo tou dobou již obecně známé a jistý drogista G. W. Nock ze Saratogy uměle vyráběl v USA karlovarskou minerálku a prodával ji jako originál z Karlových Varů. Společnost proto v roce 1888 podala u amerického soudu návrh na soudní zákaz prodeje z důvodu nekalé soutěže. Tím začal dlouhý soudní spor ukončený nezdarem až v roce 1912.

## Publikace
- 1888 – Die Zuckerharnruhr, die Ursache und dauernde Heilung (Cukrovka, příčina a trvalá léčba) – vydáno ve Stuttgartu, též vyšlo v anglické a francouzské mutaci, shrnutí poznatků získaných lékařskou praxí; teze, že cukrovka vzniká na základě dědičné predispozice syfilidy.

## Ocenění
Během své lékařské praxe získal doktor Schnée následující ocenění:
- 1884 – jmenování rakousko-uherským královským konzulárním lékařem pro oblast Přímořských Alp a Monaka
- 1889, 17. ledna – Rytířský kříž 1. třídy Friedrichova řádu za zásluhy o prince Hermanna Sasko-Výmarského
- 1892 – Osmanié 4. třídy, císařský ottomanský řád; nošení povolil císař František Josef I. v září 1892

## Závěr života
V roce 1904 manželé Schnée prodali vilu Richardu Rosenfeldovi, který ji přejmenoval na „Leonardo“. Doktor Schnée naposledy v Karlových Varech změnil ordinaci, tentokrát pouze přes ulici do domu Kaiser Josef. Část obnosu získaného prodejem, který zbyl po zaplacení dluhů, doktor Schnée investoval do založení společnosti pro marketing čtyřkomorové lázně v Berlíně. Svoji čtyřkomorovou lázeň chtěl instalovat především v Karlových Varech v moderním Mediko-mechanickém ústavu, který byl jádrem Císařských lázní. Protože však při otevření lázní v roce 1895 zde již byly instalovány dvě elektrické dvoukomorové lázně podle systému profesora Gärtnera, k realizaci jeho přání nedošlo. Navíc jeho patent začal platit až od roku 1897. Teprve po jeho smrti a po intervenci manželky Emmy Schnée u karlovarské městské správy v roce 1906 byly do Císařských lázní instalovány dva přístroje doktora Schnée. Tyto dvě čtyřkomorové lázně zde byly v provozu ještě po skončení druhé světové války.
Carl Emil Schnée zemřel 26. ledna 1906 ve Frankfurtu nad Mohanem ve věku nedožitých 70 let.